# موکاروف (ناحیه پراگ-شرق)
موکاروف (به چکی: Mukařov) یک منطقهٔ مسکونی در جمهوری چک است که در ناحیه پراگ-شرق واقع شده‌است. موکاروف ۶٫۳۲ کیلومتر مربع مساحت و ۲٬۰۰۴ نفر جمعیت دارد و ۴۲۷ متر بالاتر از سطح دریا واقع شده‌است.